# Haemulopsis
Los roncos del género Haemulopsis son peces marinos de la familia de los haemúlidos, distribuidos por la costa americana del océano Pacífico, desde México hasta el Perú.
Tienen el cuerpo robusto poco comprimido, con la boca pequeña en posición terminal, con una longitud corporal máxima de 30 cm o poco más.
Son poco pescados y tienen poca importancia comercial.

## Especies
Existen cuatro especies válidas en este género:
- Haemulopsis axillaris (Steindachner, 1869) - Ronco callana, Roncador estriado.
- Haemulopsis elongatus (Steindachner, 1879) - Ronco alargado, Boquimorado picudo.
- Haemulopsis leuciscus (Günther, 1864) - Ronco ruco, Boquimorado chato.
- Haemulopsis nitidus (Steindachner, 1869) - Ronco brillante, Roncador brillante.